# Väster-Ringsjön
Väster-Ringsjön är en sjö i Bräcke kommun i Jämtland och ingår i Ljungans huvudavrinningsområde. Sjön har en area på 0,262 kvadratkilometer och ligger 297 meter över havet. Sjön avvattnas av vattendraget Lillån.

## Delavrinningsområde
Väster-Ringsjön ingår i det delavrinningsområde (699525-151103) som SMHI kallar för Utloppet av Väster-Ringsjön. Medelhöjden är 322 meter över havet och ytan är 2,34 kvadratkilometer. Det finns ett avrinningsområde uppströms, och räknas det in blir den ackumulerade arean 13,2 kvadratkilometer. Lillån som avvattnar avrinningsområdet har biflödesordning 4, vilket innebär att vattnet flödar genom totalt 4 vattendrag innan det når havet efter 160 kilometer. Avrinningsområdet består mestadels av skog (59 procent) och sankmarker (14 procent). Avrinningsområdet har 0,26 kvadratkilometer vattenytor vilket ger det en sjöprocent på 10,9 procent.